# Auf dem Holzweg sein
Die Redewendung Auf dem Holzweg sein beschreibt ein nicht zielführendes Vorgehen und impliziert die Aufforderung, den Irrweg zu verlassen. Das Wort „Holzweg“ steht für einen Weg, der in einem Wald angelegt wurde, um Holz zu beschaffen, und nicht der Verbindung zweier Orte dient. Heute wird dies auch als Rückeweg bezeichnet. Das Wort „Holzweg“ in diesem Sinne ist seit dem 13. Jahrhundert in Gebrauch und seine sprichwörtliche Verwendung ist seit dem 15. Jahrhundert belegt.
Der mittelalterliche Dichter Ulrich von Türheim benutzt den Begriff noch im Sinne eines unausgebauten Weges in seinem wohl vor dem Jahr 1243 verfassten Tristan (Vers 1393): „mît die rehten strâze unt ganc die holzwege hin“ („er mied die ausgebaute/ebene Straße und ging über die Holzwege“).
In der didaktischen Dichtung Der Jüngling (wahrscheinlich in der zweiten Hälfte des 13. Jahrhunderts geschrieben) des Dichters Konrad von Haslau steht der Holzweg für einen Weg, der statt des Pfades der Tugend eingeschlagen wird (Vers 1033ff.):
„dar an sich manger verschriet,/der einen holzwec geriet:/der dünket in der beste;/dar nâch so vindt er ronen und este,/die von den boumen sint gerêret;/swelch tumber da niht wider kêret,/daz spriche ich wol in sînen hulden,/der muoz vil unrede dulden“ („darin irrte sich mancher/indem er auf einen Holzweg geriet:/er dachte, es sei der beste [Weg];/dann aber findet er umgestürzte Stämme und Äste/die von den Bäumen gefallen sind;/wer so töricht ist und nicht umkehrt,/das sage ich in seinem Sinne [oder: zu seinem Besten],/der muss böse Reden über sich ergehen lassen“).
In einer Sittenpredigt des deutschen Predigers Johann Geiler von Kaysersberg (1445–1510) aus dem Jahr 1495 ist der Holzweg ein Ab- oder Irrweg, der von Gott wegführt: „man findt under tausent nicht einen, der dem rechten weg nachtrachtet, sonder sie gehn all dem holzweg nach und eilen heftig bisz sie zu der hellen kommen“ („Unter Tausend [Menschen] findet man nicht einen, der nach dem rechten Weg strebt [hier wohl im Sinne eines gottgefälligen, christlichen Lebens], sondern sie alle folgen dem Holzweg und eilen [darauf] sehr bis sie [letztendlich] in der Hölle ankommen“).
In seiner Sprichwörtersammlung und in seinen „Tischreden“ verwandte auch Martin Luther diese Redensart mehrfach.
Aufgegriffen wird die Bedeutung des Holzweges in einem Sprichwort aus Ostpreußen: „Jener geit den Holtweg, de andre den Soltweg“ („Jener geht den Holzweg, der andere den Salzweg“). Hier wird der zu nichts führende Holzweg der Salzstraße gegenübergestellt, denn zu Zeiten der Hanse wurde mit dem Salzhandel viel Geld verdient.
Dem Philosophen Martin Heidegger diente der Begriff als Titel seines bekannten Werkes Holzwege.